# Близката далечина
„Близката далечина“ е български игрален филм (анимация, комедия, фантастичен) от 1981 година на режисьора Слав Бакалов, по сценарий на Слав Бакалов и Владимир Ганев. Оператори са Ярослав Ячев и Христо Хаджиев (анимация). Музиката във филма е композирана от Методи Иванов.

## Актьорски състав
Роли във филма изпълняват актьорите:
- Стефан Попов – хуманоидът
- Йосиф Сърчаджиев – инспекторът
- Марияна Радкова – журналистката
- Юли Тошев
- Стоян Павлов
- Георги Георгиев
- Лазар Ганев
- Борис Радивенски
- Георги Парцалев – чете текста